# Jean-Vincent Bainvel
Jean-Vincent Bainvel est un prêtre jésuite et théologien français né le 4 août 1858 à Plougoumelen et mort le 29 janvier 1937 à Paris.

## Biographie
Jean-Vincent Bainvel est le fils de Pierre Bainvel et de Mathurine Le Meitour. Entré dans la Compagnie de Jésus en 1877, ordonné prêtre en 1889, il est professeur de théologie fondamentale à l'Institut catholique de Paris à partir de 1900. Il devient doyen de la Faculté de théologie de l'Institut catholique de Paris de 1913 à 1925.
Fondateur de la Bibliothèque de théologie historique, il en est le premier directeur.

## Publications
- Considérations sur l'exercice de la prière et de l'oraison, par le P. Pierre-Joseph Picot de Clorivière,... Nouvelle édition, d'après celle de 1802, avec avant-propos et notes (1928)
- De Ecclesia Christi (1925)
- Le Jubilé avec Bossuet (1925)
- Les Contres ens bibliques des prédicateurs. 3e édition, revue et augmentée (1924)
- Marie, mère de gràce, étude doctrinale, par R. M. de la Broise et J. V. Bainvel,... mise au point et augmentée par J. V. Bainvel. Avec introduction par Son Em. le cardinal Louis Billot, S.J. (1921)
- La Foi et l'Acte de foi. 3e édition, revue et mise au point (1921)
- Nature et surnaturel (1920)
- Le Saint Coeur de Marie, vie intime de la sainte Vierge, 2e édition, revue et corrigée (1919)
- La Dévotion au Sacré-Coeur de Jésus, doctrine, histoire, 4e édition... (1917)
- De vera religione et apologetica (1914)
- La Vie intime du catholique (1914)
- Hors de l'Église pas de salut, dogme et théologie (1913)
- La Dévotion au Sacré-Coeur de Jésus, doctrine, histoire. 3e édition, considérablement augmentée (1911)
- De Scriptura sacra (1910)
- Le Cœur maternel de Marie (1909)
- Les Contresens bibliques des prédicateurs. 2e édition, revue et augmentée (1908)
- La Foi et l'Acte de foi. Nouvelle édition (1908)
- Les Contresens bibliques des prédicateurs ... (1906)
- La Dévotion au sacré-coeur de Jésus, doctrine, histoire (1906)
- De magisterio vivo et traditione (1905)
- Saint Jean-Baptiste de La Salle, fondateur des Frères des écoles chrétiennes (1901)
- Le Dogme et la pensée catholique pendant le XIXe siècle (1900)
- Causeries pédagogiques (1898)
- La Foi et l'acte de foi... (1898)
- Métrique latine (1893)
- Prosodie latine (1893)
- Exercices méthodiques de vers latins (partie de l'élève) (1893)
- Exercices méthodiques de vers latins (partie du maître) (1893)

## Sources
- Gérard Reynal, Hugues Derycke, André Dupleix, Dictionnaire des théologiens et de la théologie chrétienne, Bayard, 1998